# A Star is Torn
A Star is Torn, llamado Se ha lucido una estrella en España y Una estrellita estrellada en Hispanoamérica es el decimoctavo episodio de la decimosexta temporada de la serie animada Los Simpson, emitido originalmente el 8 de mayo de 2005. El episodio fue escrito por Carolyn Omine y dirigido por Nancy Kruse. Fantasia Barrino fue la estrella invitada. En este episodio, la familia convence a Lisa de entrar a un concurso de canto para niños, y Homer se convierte en su mánager.

## Sinopsis
Un día la familia va al Kwik-E-Mart y encuentran a Snake atracando la tienda. Homer intenta detenerlo, pero como no tiene cambio para llamar a la policía y las cosas de la tienda son muy caras, no puede salvarlo y se van. Al salir encuentran a Cletus y su esposa vendiendo vegetales. Lisa dice que deberían comer más verduras, pero terminan enfermando debido a no estar acostumbrados a ellas, a diferencia de la vegetariana Lisa, quien les canta la canción "Mockingbird" para reconfortarlos. Al día siguiente, la familia ya recuperada ve a Krusty en televisión anunciando un casting para un show de talentos, cuyo premio mayor es ser incluido en una caricatura de Rasca y Pica (España), Tommy y Daly (Latinoamérica). Lisa, alentada por los demás,  decide participar en el concurso. 
En el Centro Comercial, Lisa tiene la certeza de ganar dado el terrible nivel de los postulantes, hasta que aparece una niña llamada Clarissa Wellington, quien canta la misma canción que Lisa, electrizando al público. Homer, viendo a su hija deprimida, compone de improviso una canción que trata de Springfield (aunque después confiesa que era sobre Shelbyville), la cual se convierte en un rotundo éxito. 
Lisa decide hacer de Homer su compositor y mánager, pero se vuelve muy agresivo con la gente del canal. Por lo tanto, Lisa decide despedir a Homer, quien rencoroso decide trabajar para el otro finalista, Cameron. En la final, Lisa canta una canción que ella misma compuso sobre su relación con su padre, con quien se reconcilia. Mientras tanto, Cameron canta una melodía pretenciosa, la cual es recibida hostilmente, dándole la victoria a Lisa. Resulta que Homer había escrito esa canción con el propósito de humillar a Cameron.